# Dues gitanes
Dues gitanes és una pintura a l'oli realitzada per Isidre Nonell el 1903 i que actualment s'exposa al Museu Nacional d'Art de Catalunya de Barcelona.
En la primera dècada de segle era ja considerable el nombre d'obres pintades per Nonell i protagonitzades, si de figures es tractava, per gitanes, com la Consuelo -de manera versemblant amant de l'artista- i l'Àvia.
Aquest oli va formar part de l'exposició individual que Nonell va celebrar a Barcelona el 1910, un any abans de la seva mort prematura amb la qual va obtenir finalment el reconeixement. Fins aleshores, la pintura de Nonell, de dramatisme contingut i sordidesa aclaparadora, desagradava i fins i tot feria el gust convencional de la burgesia, de Barcelona.
Després d'una estada a París entre el 1897 i el 1900, Nonell s'instal·la definitivament a Barcelona i es va dedicar més a la pintura que al dibuix, a la recerca d'un estil que configurés el seu propi llenguatge. L'atracció que sentia, des de sempre, pels personatges marginals i desarrelats el va conduir a partir del 1901 a pintar la coneguda sèrie de gitanes, en la qual la figura acostuma a aparèixer aïllada, amb un llenguatge fortament expressionista.
Malgrat el violent rebuig que el públic i la crítica conservadora van mostrar cap a l'obra de l'artista amb motiu de les dues exposicions gairebé de caràcter individual que va celebrar a la Sala Parés de Barcelona entre 1902 i 1903, l'artista no va claudicar i es va tancar al seu taller per continuar pintant obsessivament dones gitanes i lluitar amb el color com a element fonamental de la seva obra.
En aquest sentit, aquest quadre, que va formar part de la mostra del 1903, és un magnífic exponent de les obres d'aquell moment, en les quals predomina una paleta de tons més foscos que la utilitzada en les pintures de la mateixa sèrie, però dels anys immediatament anteriors, amb predomini dels negres, els verds oliva, els blaus i els terrosos. A banda, en aquesta tela, en la qual hi ha dues figures profundament abatudes i aïllades l'una de l'altra, es manifesta clarament l'interès primordial del pintor pel volum i el color.